# Isla Kugong
Isla Kugong (en inglés: Kugong Island) es una isla deshabitada en la Región de Qikiqtaaluk, en el territorio de Nunavut, al norte de Canadá. Situada en la bahía de Hudson, es el miembro más occidental del grupo de islas Belcher. Junto con Flaherty, Isla Innetalling, y la isla de Tukarak, es una de las cuatro grandes islas en el grupo. La Isla Kugong y la isla Flaherty están separadas por la entrada de Churchill. La Liebre ártica es común en la isla.